# Give My Regards to Broad Street
Give My Regards to Broad Street (englisch Grüße Broad Street von mir) ist das sechste Soloalbum von Paul McCartney. Gleichzeitig ist es einschließlich der Wings-Alben das 16. Album von Paul McCartney nach der Auflösung der Band The Beatles. Es wurde am 22. Oktober 1984 als Soundtrack zum 1983 gedrehten Musikfilm Broad Street veröffentlicht.

## Entstehung
McCartney befand sich im Jahr 1982 mitten in den Arbeiten zu seinem neuen Album Pipes of Peace, das zum Teil Material enthalten sollte, das bereits in den Jahren 1980/1981 aufgenommen worden war. Er unterbrach die Arbeiten am Album Anfang November 1982, um sich seinem lang gehegten Filmprojekt Broad Street zu widmen. Für den Film hatte er das Drehbuch geschrieben, das nach einigen Ablehnungen – unter anderem von Richard Lester und David Puttnam – schließlich von Regisseur Peter Webb begeistert angenommen wurde. Der Film behandelt einen Tag im Leben von Paul McCartney. In den dargestellten 14 Stunden versucht er, vermeintlich verschwundene Masterbänder seines neuen Albums wiederzufinden. Den Tag über absolviert er dabei unter anderem Plattenaufnahmen, Bandproben und einen Interview- und Liveauftritt bei der BBC.
Der Soundtrack zum Film, dessen Titel Give My Regards to Broad Street auf eine alte Musical-Melodie (Give My Regards to Broadway) anspielt, entstand zwischen November 1982 und Juli 1984. Die Dreharbeiten zum Film waren bereits Ende Juli 1983 beendet. Eine Veröffentlichung von Album und Film wurde auf das Jahr 1984 verschoben, da im Oktober 1983 zunächst McCartneys Soloalbum Pipes of Peace erschien.
McCartney wollte, dass die gesamte Musik des Films live und vor der Kamera aufgenommen wird. Um jedoch sicherzustellen, dass die Filmaufnahmezeit nicht mit mehreren erfolglosen Takes verschwendet wurde, bestand Martin darauf, dass die Backing-Tracks im Studio aufgenommen wurden.
Musikalisch bot das Album im Wesentlichen Neuaufnahmen von schon veröffentlichten Liedern, so aus der Beatles-Zeit Good Day Sunshine, Yesterday, Here, There and Everywhere, Eleanor Rigby, For No One und The Long and Winding Road sowie aus der Solo-Zeit von Paul McCartney Wanderlust, Ballroom Dancing, Silly Love Songs und So Bad. Neue, bisher noch nicht veröffentlichte Lieder sind: No More Lonely Nights, Not Such a Bad Boy und No Values sowie die instrumentalen Titel Corridor Music und Eleanor’s Dream. Goodnight Princess ist ein Instrumentalstück, das nicht für den Film verwendet wurde.
Ringo Starr wollte keine Beatles-Lieder neu einspielen, Paul McCartney sagte dazu: „Ringo war nicht glücklich darüber, sich darauf einzulassen. Wir hatten einige Songs im Film, bei denen wir wollten, dass er darauf trommelt, aber er wollte keine neue Version versuchen. Ich kann es aus seiner Sicht sehen, denn es wäre gewesen: ‚Habe ich bei Version A oder Version B gut getrommelt?‘, und er wollte nicht einmal einen Vergleich.“
Das Arrangement für The Long And Winding Road ähnelte weitgehend der Version auf dem Album Let It Be, obwohl McCartney seine Abneigung gegen Phil Spectors Orchestrierung bis dato immer kundgetan hatte. Er sagte dazu: „Für diesen Film wollten wir eine neue Version von The Long And Winding Road machen, aber man wird mit der Realität konfrontiert, dass man dann The Long And Winding Road machen und die Beatles-Version verbessern muss, und das ist nicht so einfach.“
Einige unveröffentlichten Live-Aufnahmen wurden am Filmset gemacht, mit McCartney, den Gitarristen Dave Edmunds und Chris Spedding und Ringo Starr am Schlagzeug, die eine Reihe von hauptsächlich Rock-’n’-Roll-Klassikern spielten.
Als Vorauskopplung zum Soundtrack erschien am 24. September 1984 die Single No More Lonely Nights. Der Soundtrack wurde am 22. Oktober 1984 gleichzeitig mit der Uraufführung des Films Broad Street veröffentlicht.
Give My Regards to Broad Street wurde das sechste Nummer-eins-Album für Paul McCartney in Großbritannien und das erste Album, das sich nicht mehr in die Top-20 in den USA platzierte.
Bereits im Oktober/November 1980 hatte McCartney mit George Martin in den AIR Studios in London an der Single We All Stand Together für den Kurzanimationsfilm Rupert and the Frog Song gearbeitet; die Single wurde aber erst am 12. November 1984 in Großbritannien veröffentlicht und ist nicht auf dem Album enthalten. Der Film kam als Vorfilm zu Broad Street in die Kinos.
Im September bis Oktober 1984 produzierte Paul McCartney mit David Foster noch die Lieder I Love this House (Veröffentlichung im April 1997 auf der B-Seite der Single Young Boy), Lindiana (bisher nur auf Bootlegs veröffentlicht) und We Got Married (die Fertigstellung des Liedes erfolgte während der Aufnahmen zu Flowers in the Dirt).

## Covergestaltung
Das Cover zeigt ein Foto von Paul McCartney vor schwarzem Hintergrund, das Terry O’Neill aufnahm. Zudem ist der Umriss eines Mannes mit Hut zu sehen, der die blaue Box mit den Masterbändern in den Händen hält. Das Klappcover enthält Fotos aus dem Film und wurde von John Pasche, Annie Carlton und Sandra Leamon entworfen.

## Titelliste
Die Nummerierung bezieht sich auf die CD-Veröffentlichung. Die CD- und Kassettenversionen von Give My Regards To Broad Street enthalten im Gegensatz zur LP-Version zwei Bonustracks – Good Night Princess und eine überarbeitete Version des Pipes Of Peace-Songs So Bad sowie längere Versionen von Good Day Sunshine, Wanderlust, Eleanor's Dream und No More Lonely Nights (Playout Version).
1. No More Lonely Nights – 5:14 (CD) / 4:58 (LP)
2. Good Day Sunshine / Corridor Music  – 2:33 (CD) / 2:18 (LP) (Corridor Music erschien auf LP und MC als Einzeltitel)
3. Yesterday – 1:42
4. Here, There and Everywhere – 1:43 (CD) / 1:45 (LP)
5. Wanderlust – 4:06 (CD) / 2:48 (LP)
6. Ballroom Dancing – 4:50 (CD) / 4:35 (LP)
7. Silly Love Songs / Silly Love Songs (Reprise)  – 5:27 (CD) / 4:31 (LP) (Silly Love Songs (Reprise) (0:57) wurde auf MC und LP separat geführt)
8. Not Such a Bad Boy – 3:28 (CD) / 3:19 (LP)
9. So Bad – 3:24 (nicht auf der LP enthalten)
10. No Values / No More Lonely Nights (Reprise) – 4:12 (CD) / 3:43 (LP) (No More Lonely Nights (Reprise) (0:30) wurde auf MC und LP separat geführt)
11. For No One  – 2:12
12. Eleanor Rigby – 9:11 (CD) / 3:07 (die LP-Version kürzte die Version von Eleanor Rigby und ergänzte sie um die gekürzte Erweiterung Eleanor’s Dream (1:01).)
13. The Long and Winding Road – 3:56 (CD) / 3:47 (LP)
14. No More Lonely Nights (Playout Version) – 5:03 (CD) / 4:26 (LP)
15. Goodnight Princess – 3:57 (der Titel ist nur auf der CD enthalten)

1993 Remaster-Bonustracks
1. No More Lonely Nights (Special Dance Mix) – 4:21

## Informationen zu einzelnen Liedern
Auf Ballroom Dancing ist John Paul Jones am E-Bass zu hören, auf No More Lonely Nights spielt David Gilmour Gitarre.
Eleanor Rigby wurde in einer Langversion, um einen sechs Minuten langen Klassikteil namens Eleanor’s Dream erweitert, aufgenommen. Dieser konnte aufgrund niedrigerer Speicherkapazität wie eine Vielzahl weiterer Titel nur gekürzt auf die LP aufgenommen werden.

## Wiederveröffentlichungen
- Am 22. Oktober 1984 wurde das Album ohne Bonusstücke erstmals parallel zur LP als CD veröffentlicht. Der CD liegt ein zwölfseitiges bebildertes Begleitheft bei, das die Liedtexte beinhaltet.[7]
- Am 9. August 1993[8] wurde die CD in einer erneut remasterten Version mit zwei Bonusstücken veröffentlicht. Der CD liegt ein zwölfseitiges bebildertes Begleitheft bei, das Information zum Album und die Liedtexte enthält.[9]
- Im Mai 2007 wurde das Album im Download-Format veröffentlicht.

## Single-Auskopplungen

### No More Lonely Nights
Erste Version
Am 24. September 1984 (USA: 8. Oktober 1984) erschien die Single No More Lonely Nights (Ballad) / No More Lonely Nights (Playout Version). Die A-Seite wurde gekürzt. Die 12″-Maxisingle enthält folgende Lieder: No More Lonely Nights (Extended Version) / Silly Love Songs / No More Lonely Nights (Ballad). Die 12″-Maxisingle erschien in den USA und Großbritannien auch als Picture-Disc-Single.
Zweite Version
Am 29. Oktober 1984 (USA: 2. Oktober 1984) erschien die Single No More Lonely Nights (Ballad) / No More Lonely Nights (Special Dance Version). Die 12″-Maxisingle enthält folgende Lieder: No More Lonely Nights (Special Dance Mix) / Silly Love Songs / No More Lonely Nights (Ballad). Die beiden Abmischungen von No More Lonely Nights erfolgten von Arthur Baker.
Promotionveröffentlichungen
In Großbritannien wurde eine einseitige 12″-Promotion-Maxisingle von No More Lonely Nights hergestellt, die von Arthur Baker abgemischt worden ist und nicht mit der Special Dance Version identisch ist. Die Abmischung wurde als Mole Mix bezeichnet.
Die Promotion-7″-Vinyl-Singles in den USA enthalten auf beiden Seiten jeweils die Stereo-Version der A-Seite.
Die Promotion-12″-Vinyl-Singles in den USA enthalten auf der A- und B-Seite: No More Lonely Nights (Ballad).
Eine weitere Promotion-12″-Vinyl-Single in den USA enthält auf der A-Seite: No More Lonely Nights (Special Dance Edit) und auf der B-Seite: No More Lonely Nights (Special Dance Mix).
Im Jahre 1984 wurde in den USA für Disc Jockeys auf dem Kompilationsalbum Hot Tracks, Series 3 eine weitere Version von No More Lonely Nights (Extended Edit by Warren Sanford) verteilt.

### We All Stand Together
Am 12. November 1984 wurde in Großbritannien und den Niederlanden die Single We All Stand Together / We All Stand Together (Humming Version) veröffentlicht. In den USA wurde auf die Veröffentlichung verzichtet, in Deutschland war sie nur über Import erhältlich. Am 3. Dezember 1984 erschien in Großbritannien noch zusätzlich eine Picture-Disc-Single im Shape-Format.
In Argentinien wurde die Single auch im 12"-Format veröffentlicht.

### Weitere Single
In Spanien wurde 1985 die Promotionsingle The Long and Winding Road / No Values hergestellt.

### Musikvideos
Musikvideos wurden zu den Single-A-Seiten und zur B-Seite No More Lonely Nights (Special Dance Version) hergestellt.

## Kritik
Während der Spielfilm Broad Street verheerende Kritiken erhielt, wurde der Soundtrack gemischt aufgenommen. allmusic kritisierte, dass zahlreiche Titel zwar neu aufgenommen, dabei jedoch nicht neu interpretiert wurden, lobte aber die Single No More Lonely Nights als „wunderschöne Mid-Tempo-Nummer“. Der Rolling Stone befand, dass der Soundtrack nicht McCartneys blamabelstes Soloalbum sei, die Zusammenstellung mit zahlreichen 1:1-Remakes eigener Lieder jedoch beschämend sei. Kritiker Kurt Loder zeigte sich im Rolling Stone fassungslos über McCartneys Einstellung: „McCartneys Geringschätzung seines eigenen Könnens führt zu einer der traurigsten Niedergänge im zeitgenössischen Pop“.

## Auszeichnungen
Paul McCartney erhielt für No More Lonely Nights 1985 eine BAFTA-Nominierung in der Kategorie Best Original Song sowie eine Golden-Globe-Nominierung in der Kategorie Bester Filmsong.

## Kommerzieller Erfolg

### Chartplatzierungen

#### Album
Das Album erreichte Platz 24 in den niederländischen Charts, Platz 9 in den schwedischen Charts, Platz 4 in den norwegischen Charts und Platz 25 in den neuseeländischen Charts.
| ChartsChartplatzierungen       | Höchstplatzierung | Wochen |
| ------------------------------ | ----------------- | ------ |
| Deutschland (GfK)              | 25 (9 Wo.)        | 9      |
| Vereinigte Staaten (Billboard) | 21 (18 Wo.)       | 18     |
| Vereinigtes Königreich (OCC)   | 1 (21 Wo.)        | 21     |

#### Singles
| Jahr | Titel                          | Höchstplatzierung, Gesamtwochen, AuszeichnungChartplatzierungen (Jahr, Titel, , Platzierungen, Wochen, Auszeichnungen, Anmerkungen) | Höchstplatzierung, Gesamtwochen, AuszeichnungChartplatzierungen (Jahr, Titel, , Platzierungen, Wochen, Auszeichnungen, Anmerkungen) | Höchstplatzierung, Gesamtwochen, AuszeichnungChartplatzierungen (Jahr, Titel, , Platzierungen, Wochen, Auszeichnungen, Anmerkungen) | Höchstplatzierung, Gesamtwochen, AuszeichnungChartplatzierungen (Jahr, Titel, , Platzierungen, Wochen, Auszeichnungen, Anmerkungen) | Anmerkungen                              |
| Jahr | Titel                          | DE | AT | UK | US | Anmerkungen                              |
| ---- | ------------------------------ | --- | --- | --- | --- | ---------------------------------------- |
| 1984 | No More Lonely Nights (Ballad) | DE30 (10 Wo.)DE | AT15 (6 Wo.)AT | UK2 Silber · (15 Wo.)UK | US6 (18 Wo.)US | Erstveröffentlichung: 24. September 1984 |

### Auszeichnungen für Musikverkäufe
| Land/Region                  | Auszeichnungen für Musikverkäufe (Land/Region, Auszeichnung, Verkäufe) | Verkäufe |
| ---------------------------- | ---------------------------------------------------------------------- | -------- |
| Kanada (MC)                  | Gold                                                                   | 50.000   |
| Spanien (Promusicae)         | Gold                                                                   | 50.000   |
| Vereinigte Staaten (RIAA)    | Gold                                                                   | 500.000  |
| Vereinigtes Königreich (BPI) | Platin                                                                 | 300.000  |
| Insgesamt                    | 3× Gold · 1× Platin ·                                                  | 900.000  |

Hauptartikel: Paul McCartney/Auszeichnungen für Musikverkäufe

## Videoveröffentlichungen
Der Spielfilm Give My Regards to Broad Street wurde im November 1985 auf VHS-Kassette veröffentlicht. Eine DVD-Version erschien im April 2004.
Die VHS-Videokassette von Rupert and the Frog Song erschien ebenfalls im November 1985, die Kassette beinhaltet zusätzlich die beiden Animationsfilme zu den Linda McCartney Liedern Seaside Woman und Oriental Nightfish.
Eine DVD-Veröffentlichung erfolgte im September 2004 auf der DVD mit dem Titel The Animation Collection, die noch weitere Animationsfilme von Paul McCartney enthielt.